# دانیل چان
دانیل چان (انگلیسی: Daniel Chan) خواننده، ترانه‌سرا و بازیگر اهل هنگ کنگ است.

او در سال ۱۹۹۶ نامزد دریافت جایزه فیلم هنگ کنگ شد.